# Dół (Liszki)
Dół – część wsi Liszki w Polsce, położona w województwie małopolskim, w powiecie krakowskim, w gminie Liszki.
W latach 1975–1998 Dół administracyjnie należał do województwa krakowskiego.